# 리젠트가

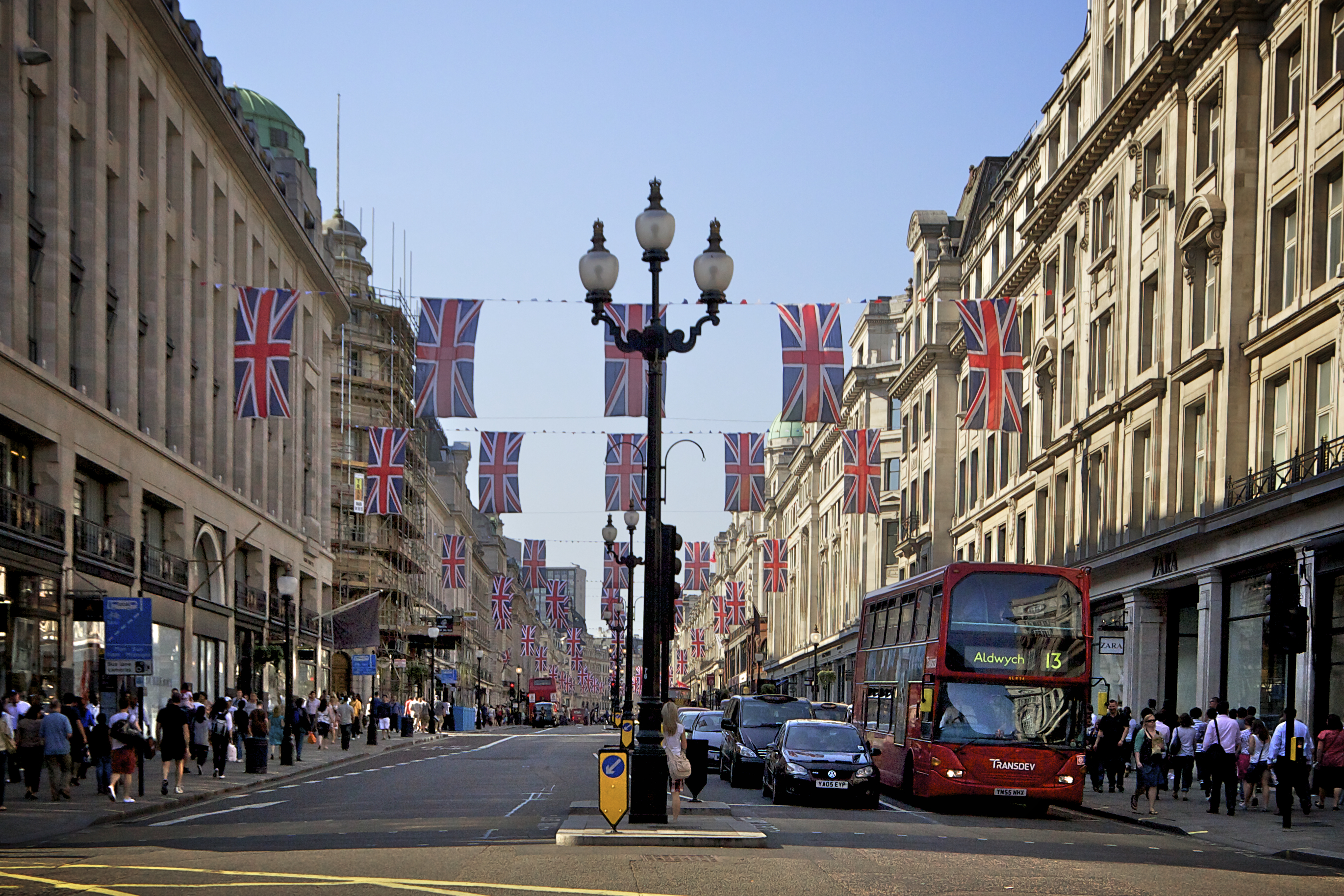
리젠트가

리젠트가(영어: Regent Street)는 잉글랜드 런던 웨스트엔드오브런던의 주요 상점 거리이다. 더 몰에서 피카딜리 서커스와 옥스포드 서커스를 거쳐 올 솔스 교회까지를 연결하며, 원호를 그리는 아름다운 곡선이 특징인 거리이다. 거리의 레이아웃은 존 내시와 제임스 버턴에 의해 1825년에 완성되었으며 영국 도시 계획의 초기 사례이다. 이후 내시와 버턴의 거리 레이아웃은 살아남았지만, 19세기 후반에 올 솔스 교회를 제외한 모든 건물이 재건축되었다.